# Haitiophis anomalus
Haitiophis anomalus is een slang uit de familie toornslangachtigen (Colubridae) en de onderfamilie Dipsadinae.

## Naam en indeling
De wetenschappelijke naam van de soort werd voor het eerst voorgesteld door Wilhelm Peters in 1863. Oorspronkelijk werd de naam Zamenis anomalus gebruikt en later werd de soort aan de geslachten Dromicus en Alsophis toegekend. Haitiophis anomalus is de enige soort uit het monotypische geslacht Haitiophis.

## Verspreiding en habitat
Haitiophis anomalus komt voor in delen van de Caraïben en leeft op eilanden die behoren tot Haïti (Hispaniola) en enkele eilanden die behoren tot de Dominicaanse Republiek, zoals Île de la Tortue en Isla Beata.
De habitat bestaat uit droge tropische en subtropische bossen. De soort is aangetroffen van zeeniveau tot op een hoogte van ongeveer 500 meter boven zeeniveau.

## Beschermingsstatus
Door de internationale natuurbeschermingsorganisatie IUCN is de beschermingsstatus 'kwetsbaar' toegewezen (Vulnerable of VU).